# Jehan Daruvala
Jehan Daruvala (ur. 1 października 1998 w Mumbaju) – indyjski kierowca wyścigowy. Wicemistrz Toyota Racing Series w 2016 roku oraz II wicemistrz Formuły 3 w 2019 roku. Od 2020 roku członek Red Bull Junior Team. W 2023 roku kierowca Formuły 2 w zespole MP Motorsport.

## Życiorys
Po startach w kartingu, Daruvala rozpoczął międzynarodową karierę w jednomiejscowych samochodach wyścigowych w 2015 roku od startów w Północnoeuropejskim Pucharze Formuły Renault 2.0. Spośród szesnastu wyścigów, w których wystartował, trzykrotnie stawał na podium. Uzbierane 194,5 punkty dały mu piąte miejsce w klasyfikacji generalnej Rok później zdobył tytuł wicemistrza serii Toyota Racing Series.

## Wyniki

### Podsumowanie
| Sezon | Seria                                         | Zespół                           | Starty | P1 | PP | NO | Podia | Punkty | Pozycja |
| ----- | --------------------------------------------- | -------------------------------- | ------ | -- | -- | -- | ----- | ------ | ------- |
| 2015  | Północnoeuropejski Puchar Formuły Renault 2.0 | Fortec Motorsport                | 16     | 0  | 0  | 1  | 3     | 194,5  | 5       |
| 2015  | Alpejska Formuła Renault 2.0                  | Fortec Motorsport                | 7      | 0  | 1  | 0  | 2     | 0      | NS†     |
| 2015  | Europejski Puchar Formuły Renault 2.0         | Fortec Motorsport                | 7      | 0  | 0  | 0  | 0     | 0      | NS†     |
| 2016  | Europejski Puchar Formuły Renault 2.0         | Josef Kaufmann Racing            | 15     | 0  | 1  | 0  | 1     | 62     | 9       |
| 2016  | Północnoeuropejski Puchar Formuły Renault 2.0 | Josef Kaufmann Racing            | 15     | 1  | 1  | 1  | 5     | 223    | 4       |
| 2016  | Toyota Racing Series                          | M2 Competition                   | 15     | 3  | 1  | 3  | 6     | 789    | 2       |
| 2017  | Europejska Formuła 3                          | Carlin                           | 30     | 1  | 1  | 0  | 3     | 191    | 6       |
| 2017  | Grand Prix Makau                              | Carlin                           | 1      | 0  | 0  | 0  | 0     | n.d.   | 10      |
| 2017  | Toyota Racing Series                          | M2 Competition                   | 15     | 2  | 5  | 2  | 9     | 781    | 5       |
| 2018  | Europejska Formuła 3                          | Carlin                           | 30     | 1  | 1  | 1  | 5     | 136,5  | 10      |
| 2018  | Grand Prix Makau                              | Carlin                           | 1      | 0  | 0  | 0  | 0     | n.d.   | 12      |
| 2018  | Seria GP3                                     | MP Motorsport                    | 2      | 0  | 0  | 0  | 0     | 0      | 26      |
| 2019  | Formuła 3                                     | Prema Racing                     | 16     | 2  | 1  | 2  | 7     | 157    | 3       |
| 2020  | Formuła 2                                     | Carlin                           | 24     | 1  | 0  | 0  | 2     | 72     | 12      |
| 2021  | F3 Asian Championship                         | Mumbai Falcons India Racing Ltd. | 15     | 3  | 3  | 3  | 8     | 192    | 3       |
| 2021  | Formuła 2                                     | Carlin                           | 23     | 2  | 0  | 1  | 5     | 113    | 7       |
| 2022  | Formuła 2                                     | Prema Racing                     | 27     | 1  | 0  | 2  | 8     | 126    | 7       |
| 2023  | Formuła 2                                     | MP Motorsport                    | 24     | 0  | 0  | 0  | 3     | 59     | 12      |

* - Sezon w trakcie.
† - Jako gość nie mógł zdobywać punktów.

### Europejska Formuła 3
| Legenda oznaczeń w tabelach wyników Wyświetl szablon na nowej stronie | Legenda oznaczeń w tabelach wyników Wyświetl szablon na nowej stronie                                                                     |
| Oznaczenie                                                            | Wyjaśnienie |
| --------------------------------------------------------------------- | --- |
| Złoty                                                                 | Zwycięzca lub mistrzostwo |
| Srebrny                                                               | 2. miejsce lub wicemistrzostwo |
| Brązowy                                                               | 3. miejsce lub II wicemistrzostwo |
| Zielony                                                               | Ukończył, punktował (w klasyfikacji generalnej, gdy zdobył co najmniej jeden punkt na przestrzeni sezonu, poza trzema powyższymi opcjami) |
| Niebieski                                                             | Ukończył, nie punktował (w klasyfikacji generalnej, gdy nie zdobył co najmniej jednego punktu na przestrzeni sezonu)                      |
| Czerwony                                                              | Nie zakwalifikował się (NZ) |
| Czerwony                                                              | Nie prekwalifikował się (NPK) |
| Różowy                                                                | Nie ukończył (NU) |
| Różowy                                                                | Niesklasyfikowany (NS) (w klasyfikacji generalnej, gdy nie został sklasyfikowany w żadnym wyścigu sezonu)                                 |
| Czarny                                                                | Zdyskwalifikowany (DK) |
| Czarny                                                                | Wykluczony (WYK/EX) |
| Biały                                                                 | Nie wystartował (NW) |
| Biały                                                                 | Kontuzjowany (K/INJ) |
| Biały                                                                 | Wyścig odwołany (OD/C) |
| Bez koloru                                                            | Został wycofany (WYC/WD) |
| Bez koloru                                                            | Nie przybył (NP/DNA) |
| Bez koloru                                                            | Nie brał udziału w treningach (NT/DNP) |
| Bez koloru                                                            | Nie został zgłoszony (–) |
| Pogrubienie                                                           | Start z pole position |
| Kursywa                                                               | Najszybsze okrążenie wyścigu |
| †                                                                     | Nie ukończył, ale jego rezultat został zaliczony ze względu na przejechanie więcej niż 90% dystansu wyścigu.                              |
| *                                                                     | Sezon w trakcie |
| 1/2/3                                                                 | Punktowana pozycja w sprincie kwalifikacyjnym                                                                                             |
| Lista systemów punktacji Formuły 1                                    | |

| Rok  | Zespół | Wyniki w poszczególnych eliminacjach | Wyniki w poszczególnych eliminacjach | Wyniki w poszczególnych eliminacjach | Wyniki w poszczególnych eliminacjach | Wyniki w poszczególnych eliminacjach | Wyniki w poszczególnych eliminacjach | Wyniki w poszczególnych eliminacjach | Wyniki w poszczególnych eliminacjach | Wyniki w poszczególnych eliminacjach | Wyniki w poszczególnych eliminacjach | Wyniki w poszczególnych eliminacjach | Wyniki w poszczególnych eliminacjach | Wyniki w poszczególnych eliminacjach | Wyniki w poszczególnych eliminacjach | Wyniki w poszczególnych eliminacjach | Wyniki w poszczególnych eliminacjach | Wyniki w poszczególnych eliminacjach | Wyniki w poszczególnych eliminacjach | Wyniki w poszczególnych eliminacjach | Wyniki w poszczególnych eliminacjach | Wyniki w poszczególnych eliminacjach | Wyniki w poszczególnych eliminacjach | Wyniki w poszczególnych eliminacjach | Wyniki w poszczególnych eliminacjach | Wyniki w poszczególnych eliminacjach | Wyniki w poszczególnych eliminacjach | Wyniki w poszczególnych eliminacjach | Wyniki w poszczególnych eliminacjach | Wyniki w poszczególnych eliminacjach | Wyniki w poszczególnych eliminacjach | Punkty | Pozycja |
| ---- | ------ | ------------------------------------ | ------------------------------------ | ------------------------------------ | ------------------------------------ | ------------------------------------ | ------------------------------------ | ------------------------------------ | ------------------------------------ | ------------------------------------ | ------------------------------------ | ------------------------------------ | ------------------------------------ | ------------------------------------ | ------------------------------------ | ------------------------------------ | ------------------------------------ | ------------------------------------ | ------------------------------------ | ------------------------------------ | ------------------------------------ | ------------------------------------ | ------------------------------------ | ------------------------------------ | ------------------------------------ | ------------------------------------ | ------------------------------------ | ------------------------------------ | ------------------------------------ | ------------------------------------ | ------------------------------------ | ------ | ------- |
| 2017 | Carlin | SIL                                  | SIL                                  | SIL                                  | MNZ                                  | MNZ                                  | MNZ                                  | PAU                                  | PAU                                  | PAU                                  | HUN                                  | HUN                                  | HUN                                  | NOR                                  | NOR                                  | NOR                                  | SPA                                  | SPA                                  | SPA                                  | ZAN                                  | ZAN                                  | ZAN                                  | NÜR                                  | NÜR                                  | NÜR                                  | RBR                                  | RBR                                  | RBR                                  | HOC                                  | HOC                                  | HOC                                  | 191    | 6       |
| 2017 | Carlin | 10                                   | 8                                    | 6                                    | 2                                    | 8                                    | 9                                    | 10                                   | 9                                    | 11                                   | 3                                    | 8                                    | 9                                    | 6                                    | 4                                    | 1                                    | 4                                    | 5                                    | 5                                    | 9                                    | 16                                   | 14                                   | 6                                    | 10                                   | 5                                    | 13                                   | 5                                    | 6                                    | 5                                    | 8                                    | 20                                   | 191    | 6       |
| 2018 | Carlin | PAU                                  | PAU                                  | PAU                                  | HUN                                  | HUN                                  | HUN                                  | NOR                                  | NOR                                  | NOR                                  | ZAN                                  | ZAN                                  | ZAN                                  | SPA                                  | SPA                                  | SPA                                  | SIL                                  | SIL                                  | SIL                                  | MIS                                  | MIS                                  | MIS                                  | NÜR                                  | NÜR                                  | NÜR                                  | RBR                                  | RBR                                  | RBR                                  | HOC                                  | HOC                                  | HOC                                  | 136,5  | 10      |
| 2018 | Carlin | NU                                   | 6                                    | 3‡                                   | 13                                   | 6                                    | 11                                   | 3                                    | 6                                    | 5                                    | 12                                   | NU                                   | 3                                    | 1                                    | 3                                    | 11                                   | 9                                    | 15                                   | 12                                   | 9                                    | NU                                   | 9                                    | NU                                   | 13                                   | 14                                   | 10                                   | 18†                                  | 7                                    | NU                                   | 4                                    | NU                                   | 136,5  | 10      |

‡ - Przyznano połowę punktów, gdyż zostało przejechane mniej niż 75% wyścigu.

### Formuła 3
| Rok  | Zespół       | Wyniki w poszczególnych eliminacjach | Wyniki w poszczególnych eliminacjach | Wyniki w poszczególnych eliminacjach | Wyniki w poszczególnych eliminacjach | Wyniki w poszczególnych eliminacjach | Wyniki w poszczególnych eliminacjach | Wyniki w poszczególnych eliminacjach | Wyniki w poszczególnych eliminacjach | Wyniki w poszczególnych eliminacjach | Wyniki w poszczególnych eliminacjach | Wyniki w poszczególnych eliminacjach | Wyniki w poszczególnych eliminacjach | Wyniki w poszczególnych eliminacjach | Wyniki w poszczególnych eliminacjach | Wyniki w poszczególnych eliminacjach | Wyniki w poszczególnych eliminacjach | Punkty | Pozycja |
| ---- | ------------ | ------------------------------------ | ------------------------------------ | ------------------------------------ | ------------------------------------ | ------------------------------------ | ------------------------------------ | ------------------------------------ | ------------------------------------ | ------------------------------------ | ------------------------------------ | ------------------------------------ | ------------------------------------ | ------------------------------------ | ------------------------------------ | ------------------------------------ | ------------------------------------ | ------ | ------- |
| 2019 | Prema Racing | CAT                                  | CAT                                  | LEC                                  | LEC                                  | RBR                                  | RBR                                  | SIL                                  | SIL                                  | HUN                                  | HUN                                  | SPA                                  | SPA                                  | MNZ                                  | MNZ                                  | SOC                                  | SOC                                  | 157    | 3       |
| 2019 | Prema Racing | 7                                    | 1                                    | 1                                    | 3                                    | 4                                    | 2                                    | 2                                    | 28†                                  | 11                                   | 7                                    | 3                                    | 5                                    | 2                                    | 13                                   | 5                                    | 14                                   | 157    | 3       |

### Formuła 2
| Rok  | Zespół        | Wyniki w poszczególnych eliminacjach | Wyniki w poszczególnych eliminacjach | Wyniki w poszczególnych eliminacjach | Wyniki w poszczególnych eliminacjach | Wyniki w poszczególnych eliminacjach | Wyniki w poszczególnych eliminacjach | Wyniki w poszczególnych eliminacjach | Wyniki w poszczególnych eliminacjach | Wyniki w poszczególnych eliminacjach | Wyniki w poszczególnych eliminacjach | Wyniki w poszczególnych eliminacjach | Wyniki w poszczególnych eliminacjach | Wyniki w poszczególnych eliminacjach | Wyniki w poszczególnych eliminacjach | Wyniki w poszczególnych eliminacjach | Wyniki w poszczególnych eliminacjach | Wyniki w poszczególnych eliminacjach | Wyniki w poszczególnych eliminacjach | Wyniki w poszczególnych eliminacjach | Wyniki w poszczególnych eliminacjach | Wyniki w poszczególnych eliminacjach | Wyniki w poszczególnych eliminacjach | Wyniki w poszczególnych eliminacjach | Wyniki w poszczególnych eliminacjach | Wyniki w poszczególnych eliminacjach | Wyniki w poszczególnych eliminacjach | Wyniki w poszczególnych eliminacjach | Wyniki w poszczególnych eliminacjach | Punkty | Pozycja |
| ---- | ------------- | ------------------------------------ | ------------------------------------ | ------------------------------------ | ------------------------------------ | ------------------------------------ | ------------------------------------ | ------------------------------------ | ------------------------------------ | ------------------------------------ | ------------------------------------ | ------------------------------------ | ------------------------------------ | ------------------------------------ | ------------------------------------ | ------------------------------------ | ------------------------------------ | ------------------------------------ | ------------------------------------ | ------------------------------------ | ------------------------------------ | ------------------------------------ | ------------------------------------ | ------------------------------------ | ------------------------------------ | ------------------------------------ | ------------------------------------ | ------------------------------------ | ------------------------------------ | ------ | ------- |
| 2020 | Carlin        | RBR                                  | RBR                                  | RBR                                  | RBR                                  | HUN                                  | HUN                                  | SIL                                  | SIL                                  | SIL                                  | SIL                                  | CAT                                  | CAT                                  | SPA                                  | SPA                                  | MNZ                                  | MNZ                                  | MUG                                  | MUG                                  | SOC                                  | SOC                                  | BHR                                  | BHR                                  | BHR                                  | BHR                                  |                                      |                                      |                                      |                                      | 72     | 12      |
| 2020 | Carlin        | 12                                   | 16                                   | 12                                   | 9                                    | 6                                    | 7                                    | 12                                   | 4                                    | 12                                   | 9                                    | 17                                   | 17                                   | 19                                   | 16                                   | 10                                   | 6                                    | 10                                   | 7                                    | 5                                    | 11                                   | 3                                    | NU                                   | 7                                    | 1                                    |                                      |                                      |                                      |                                      | 72     | 12      |
| 2021 | Carlin        | BHR                                  | BHR                                  | BHR                                  | MON                                  | MON                                  | MON                                  | BAK                                  | BAK                                  | BAK                                  | SIL                                  | SIL                                  | SIL                                  | MNZ                                  | MNZ                                  | MNZ                                  | SOC                                  | SOC                                  | SOC                                  | JED                                  | JED                                  | JED                                  | YAS                                  | YAS                                  | YAS                                  |                                      |                                      |                                      |                                      | 113    | 7       |
| 2021 | Carlin        | 2                                    | 4                                    | 6                                    | 11                                   | 8                                    | NU                                   | 4                                    | 3                                    | 7                                    | 12                                   | 19                                   | 10                                   | 9                                    | 1                                    | 5                                    | 12                                   | OD                                   | 3                                    | 10                                   | 14                                   | 11                                   | 1                                    | 7                                    | 11                                   |                                      |                                      |                                      |                                      | 113    | 7       |
| 2022 | Prema Racing  | BHR                                  | BHR                                  | JED                                  | JED                                  | IMO                                  | IMO                                  | CAT                                  | CAT                                  | MON                                  | MON                                  | BAK                                  | BAK                                  | SIL                                  | SIL                                  | RBR                                  | RBR                                  | LEC                                  | LEC                                  | HUN                                  | HUN                                  | SPA                                  | SPA                                  | ZAN                                  | ZAN                                  | MNZ                                  | MNZ                                  | YAS                                  | YAS                                  | 126    | 7       |
| 2022 | Prema Racing  | 2                                    | 12                                   | 7                                    | 3                                    | 2                                    | 9                                    | 4                                    | NU                                   | 2                                    | 8                                    | 2                                    | 4                                    | 8                                    | 7                                    | 11                                   | 12                                   | 2                                    | 7                                    | 17                                   | 11                                   | NW                                   | 20                                   | 16                                   | 10                                   | 3                                    | 1                                    | NU                                   | 13                                   | 126    | 7       |
| 2023 | MP Motorsport | BHR                                  | BHR                                  | JED                                  | JED                                  | MEL                                  | MEL                                  | BAK                                  | BAK                                  | MON                                  | MON                                  | CAT                                  | CAT                                  | RBR                                  | RBR                                  | SIL                                  | SIL                                  | HUN                                  | HUN                                  | SPA                                  | SPA                                  | ZAN                                  | ZAN                                  | MNZ                                  | MNZ                                  | YAS                                  | YAS                                  |                                      |                                      | 59     | 12      |
| 2023 | MP Motorsport | 6                                    | 17                                   | 3                                    | 3                                    | 17                                   | 6                                    | 14†                                  | 14                                   | 2                                    | 13                                   | 19†                                  | 14                                   | NU                                   | 10                                   | 11                                   | 6                                    | 5                                    | 11                                   | NU                                   | NU                                   | 10                                   | 17                                   | 17                                   | 7                                    |                                      |                                      |                                      |                                      | 59     | 12      |